# Batokan (Kasiman)
Batokan is een bestuurslaag in het regentschap Bojonegoro van de provincie Oost-Java, Indonesië. Batokan telt 4430 inwoners (volkstelling 2010).